# .cz
.cz je vrhovna internetska domena (country code top-level domain - ccTLD) za Češku. Domenom upravlja CZ NIC.

## Vanjske poveznice
- IANA .cz whois informacija  Arhivirana inačica izvorne stranice od 24. listopada 2007. (Wayback Machine)